# Possibilitat d'escapar
 Possibilitat d'escapar  (títol original: Light Sleeper) és una pel·lícula dels Estats Units de Paul Schrader estrenada el 1992. Aquesta pel·lícula ha estat doblada al català.

## Argument
A John LeTour, a la quarantena, repartidor de droga, li agradaria canviar d'ofici. És llavors que retroba la seva expromesa, Marianne, per qui s'apassiona de nou. Un vespre, mentre que lliura una dosi a un ric client, veu Marianne, completament drogada i malalta. Marxa però és per sentir un crit i trobar Marianne deu pisos més a baix. Fastiguejat, LeTour ho explica tot a un policia.

## Repartiment
- Willem Dafoe: John Le Tour
- Susan Sarandon: Ann
- Dana Delany: Marriane Jost
- Mary Beth Hurt: Theresa Aranow
- Rene Rivera: Manuel
- Victor Garber: Tis Brooke
- David Clennon: Robert
- Jane Adams: Randi Jost
- David Spade